# Enrico Roseo
Enrico „Riki“ Roseo ist ein italienischer Filmschaffender.
Roseo war als Filmproduzent und am Drehbuch des 1987 von Mauro Bologninis gedrehten Farewell Moskau beteiligt, bevor er 1994 die gelungene Komödie C'è Kim Novak al telefono mit Gianfranco De Angelis, Anna Falchi und Erland Josephson in den Hauptrollen nach eigenem Drehbuch selbst inszenierte. Erst 2007 folgte als Riki Roseo ein zweites Regiwerk, Oliviero Rising.

## Filmografie
- 1987: Farewell Moskau Mosca addio (Produzent, Exposé)
- 1994: C'è Kim Novak al telefono (Regie, Drehbuch)
- 2007: Oliviero Rising (Regie, Drehbuch)